# Paola & Chiara
Paola & Chiara è un duo musicale italiano composto dalle sorelle milanesi Paola e Chiara Iezzi.
A eccezione di alcune collaborazioni, le loro canzoni sono scritte, e in molti casi anche prodotte e arrangiate, da loro stesse. Hanno vinto il Festival di Sanremo 1997 nella categoria Nuove proposte con il brano Amici come prima e hanno venduto circa cinque milioni di dischi in carriera.
Attivo a più riprese fino al 2013, con intermezzi solisti delle due sorelle, il duo si è riunito a distanza di dieci anni dallo scioglimento in occasione del Festival di Sanremo 2023.

## Storia

### Le origini e gli esordi a Sanremo (1996-1999)
Il gruppo si forma a Milano nel 1996 dopo che le due sorelle, nel biennio precedente, erano state coriste degli 883 ingaggiate da Claudio Cecchetto.
A fine anno partecipano in concorso a Sanremo Giovani 1996 con In viaggio, ottenendo il diritto di partecipare alla sezione Giovani / Nuove proposte del successivo Festival di Sanremo 1997, che il duo vince con il brano Amici come prima.
Sulla scia di tale successo esce il primo album del gruppo, Ci chiamano bambine, in cui l'atmosfera è in gran parte concentrata su ritmi rock e da cui viene estratto il secondo singolo Amore mio. Il 18 giugno 1997 si esibiscono sul palco dell'HIStory World Tour di Michael Jackson, come uno dei gruppi di supporto. Durante quell'estate Paola & Chiara si esibiscono al Festivalbar e a Un disco per l'estate con il brano Bella, dedicato a una loro amica affetta da anoressia nervosa. Successivamente esce anche il video del brano Ci chiamano bambine. A fine anno partecipano alla colonna sonora del film Disney Hercules, con il brano Ti vada o no.
Nel 1998 il duo partecipa per la seconda volta al Festival di Sanremo, stavolta nella categoria dei Big, in virtù della vittoria ottenuta l'anno precedente, con il brano Per te, che viene inserito nella ristampa di Ci chiamano bambine, contenente anche un remix della title track e il già menzionato brano Ti vada o no. Con Per te, il duo si classifica al 16º posto della kermesse musicale.
Nell'autunno del 1998 esce il loro secondo album, Giornata storica, che rispetto al lavoro precedente include canzoni rock e pezzi pop. Dei tre singoli estratti, Colpo di fulmine, Non puoi dire di no e Nina, soltanto il secondo riesce a fruttare consensi radiofonici e in generale l'intero album ottiene un riscontro inferiore comparato al primo.
Tra il 1998 e il 1999 Paola & Chiara presentano alcuni programmi televisivi, tra cui So 90's sulla rete musicale MTV, trasmissione dedicata ai migliori video degli anni novanta.

### Television, la svolta e il grande successo (2000-2001)
Il grande successo arriva nell'estate del 2000, quando pubblicano l'album Television, prodotto da Roberto Baldi e Paola & Chiara (800 000 copie vendute in Europa), trainato dal tormentone Vamos a bailar (Esta vida nueva), sulla scia di una svolta sexy che ammicca soprattutto a un pubblico più trasgressivo: l'album abbandona le sonorità rock per avvicinarsi decisamente a sonorità più pop e dance. Per dirigere il videoclip della canzone verrà chiamato il regista, futuro candidato al premio Oscar, Luca Guadagnino. Con il brano il duo vince l'edizione 2000 di Un disco per l'estate e il premio radiofonico al Festivalbar dello stesso anno.
Il singolo viene pubblicato anche all'estero, ottenendo buoni successi in Giappone, nei paesi scandinavi, nell'Europa centrale (Germania, Paesi Bassi, Austria, Svizzera) e negli ambienti gay britannici. Il secondo singolo estratto è Amoremidai, ballata pop malinconica, mentre, sul finire dell'anno 2000, esce il terzo singolo Viva el amor! (costituito da un remix di uno dei brani di punta del disco), che ottiene un buon riscontro soprattutto durante l'estate 2001.
A maggio del 2001, l'album Television viene ristampato in occasione dell'uscita del quarto singolo, Fino alla fine, in una versione remix funky. Nella nuova edizione dell'album, che presenta una nuova copertina e un nuovo libretto, nonché una diversa lista di tracce, i brani Fino alla fine e + Forte di te vengono riarrangiati, sono aggiunte alcune bonus track e la versione internazionale del video di Vamos a bailar (Esta vida nueva), oltre a un paio di pezzi in lingua spagnola, in sostituzione di o in parallelo con le rispettive versioni in italiano.

### FestivaleKamasutra(2002-2003)

Paola & Chiara eseguono Festival durante le finali di Miss Italia 2002

Nell'estate del 2002 esce il nuovo album, Festival, trainato dal singolo di lancio, nonché title track, Festival, tormentone di quella stagione estiva. Il singolo è accompagnato da un video girato sulle spiagge di Copacabana e Ipanema a Rio de Janeiro, in Brasile. Nell'autunno dello stesso anno esce il secondo singolo, il pezzo di apertura del disco, Hey!, un brano dalle sonorità acustiche e latineggianti. Nel video della canzone le due sorelle assumono le vesti di due donne-torero, in un'ambientazione gotico-latina.
Dopo che agli inizi del 2003 viene passato dalle radio il brano Muoio per te, durante l'estate di quell'anno esce Kamasutra, il terzo e ultimo singolo estratto da Festival. Il brano, uscito nella versione «Dance Rebel Remix» (maggiormente rock, diversa da quella pop contenuta nell'album), è accompagnato da un video, autoprodotto dal duo e diretto da Tommaso Pellicci. Nell'agosto 2003, come parte della campagna pubblicitaria del singolo e anticipazione del video, vengono diffusi alcuni fotogrammi sul portale web Virgilio e questo diviene oggetto di forte attenzione mediatica per il suo supposto contenuto erotico, definito da Chiara come una "provocazione estrema".
Inizialmente il video, per il suo contenuto erotico (limitato in realtà ad alcune brevi scene in cui le due sorelle compaiono in topless) e coerentemente con la politica delle anticipazioni pubblicate sul web, non viene trasmesso dai canali musicali, ma solo su Internet, pur essendo presente in un'edizione limitata dell'album stesso contenente anche altro materiale extra. Sui canali televisivi musicali italiani visibili in chiaro ne viene trasmessa inizialmente una versione censurata. Al video partecipa come guest star Rosalinda Celentano.

### Blue l'uscita del primoGreatest Hits(2004-2005)
Nell'estate del 2004 esce il quinto album, Blu, contenente i singoli Blu e Amare di più, dalle sonorità synth pop ispirate agli anni ottanta. Tra i brani presenti figura anche Diana, dedicata a Diana Spencer. L'album non ottiene però il consenso sperato. Dopo un discreto riscontro radiofonico per il primo estratto Blu, il secondo singolo, Amare di più, non viene accompagnato da un video, mentre l'uscita di un terzo singolo, Disco DJ, viene bloccata.
Nel 2005 Paola & Chiara ritornano al Festival di Sanremo con la ballata A modo mio, ma vengono eliminate al primo turno. Già prima del Festival erano sorte delle polemiche in seguito alla scoperta dell'esistenza su Internet di un file di 30", contenente il ritornello del brano selezionato per la kermesse, in violazione del regolamento ufficiale.
In contemporanea al Festival esce il loro primo Greatest Hits, che raggiunge la posizione numero 25 della classifica italiana. Il disco contiene i maggiori successi del duo con l'aggiunta del brano sanremese e di un secondo singolo inedito, Fatalità, pubblicato nell'estate successiva.
Nel 2005 esce anche il DVD Video Collection 1997-2005, che include tutti i videoclip del duo fatta eccezione per Ti vada o no e Per te. L'inserimento al suo interno del video non censurato del singolo Kamasutra causa la protesta del Moige, il Movimento Italiano Genitori. Dopo le proteste la Sony decide di inserire un avvertimento sulla copertina, relativo alla presenza di immagini non adatte ai minori di 14 anni, ma successivamente il prodotto torna in vendita senza limitazioni. Sempre in quell'anno cessa il contratto con la Columbia.

### Il progetto solista di Chiara eWin the Game(2006-2008)
Dopo un periodo di silenzio, nell'ottobre del 2006 Chiara pubblica un singolo solista dal titolo Nothing at All, che ottiene un buon successo, raggiungendo la posizione numero due della classifica italiana, dietro a Window in the Skies degli U2.
Il 2 aprile dell'anno successivo conduce il programma A Letto con Chiara, in onda sul canale musicale Music Box.
Il 16 novembre 2007 tornano come duo pubblicando Win the Game, il settimo album della carriera, il primo prodotto tramite la loro etichetta indipendente, la Trepertre. L'album, composto da sole due canzoni in lingua italiana con relativa corrispondente versione in lingua inglese, è anticipato dall'uscita di Second Life a giugno 2007, e di Cambiare pagina a settembre, entrambi dai buoni risultati di vendita. Il terzo e ultimo estratto, Vanity & Pride, esce in radio e poi nei negozi tra la primavera e l'estate successiva.
Durante la seconda metà del 2007 interpretano la sigla mattutina di Deejay chiama Italia, programma condotto da Linus e Nicola Savino, in onda su Radio Deejay.
Il 28 febbraio 2008 duettano con Michele Zarrillo al Festival di Sanremo 2008 nella canzone L'ultimo film insieme, composta da Zarrillo e Giampiero Artegiani. In seguito prendono parte a una puntata di Mai dire..., nella fiction comica Sensualità a corte, in onda su Italia 1, interpretando le sorellastre del protagonista Jean Claude; il loro brano Viva el amor! diventa la sigla del programma.
Il 12 agosto 2008 duettano con Dionne Warwick durante l'evento Dionne Warwick and friends.
Nel mese di ottobre, poi, curano la colonna sonora dello spettacolo teatrale Mi presti la cravatta? scritto e interpretato da Fabrizio Lopresti.
Sempre nel 2008 le due sono elette Star più sexy d'Italia dai lettori di TGcom.

### Il progetto solista di Paola eMilleluci(2009-2012)

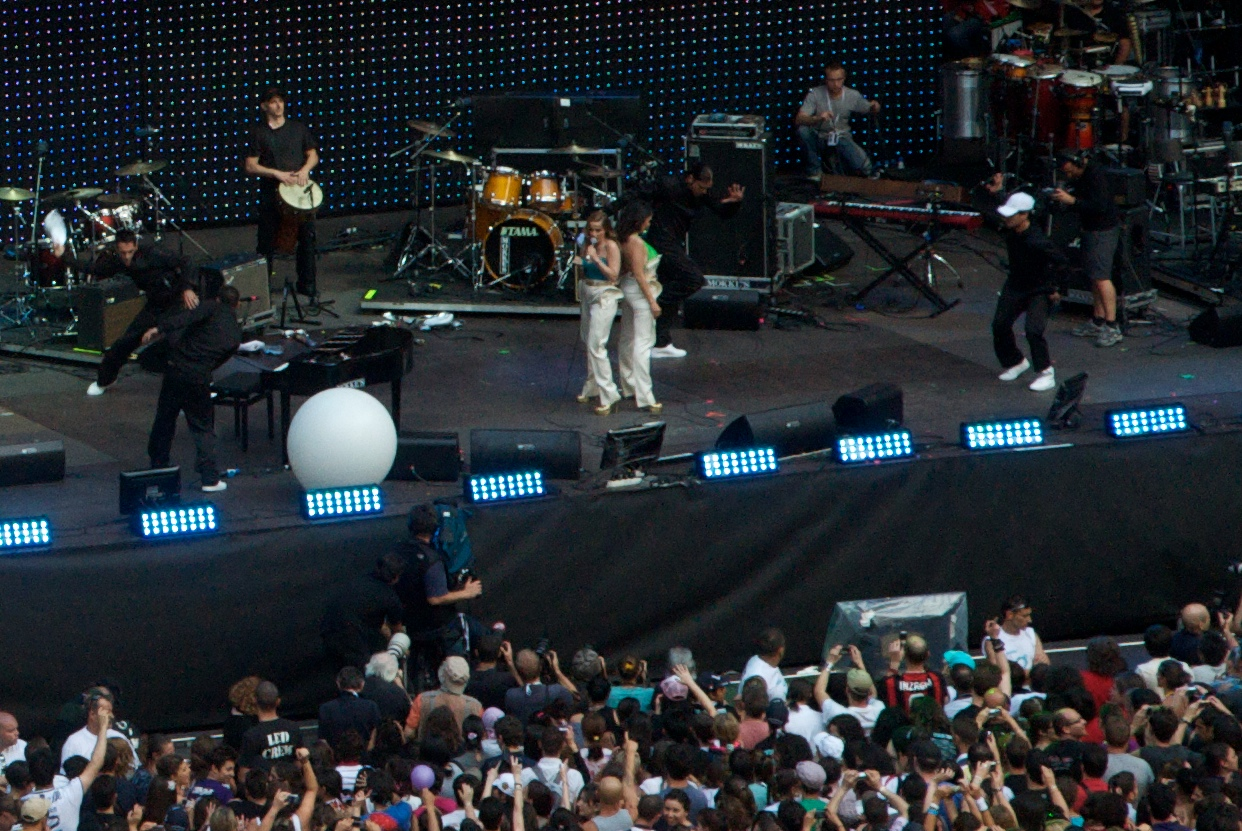
Paola & Chiara nel 2009 durante il concerto Amiche per l'Abruzzo

Nel 2009 anche Paola esordisce come solista: il 16 gennaio esce Alone, un EP di cinque pezzi, tra cui il singolo Alone, la corrispettiva versione italiana titolata Io mi perdono, due remix del brano e la cover di Wrapped Around Your Finger dei Police.
Il 21 giugno 2009 il duo prende parte al concerto Amiche per l'Abruzzo con altre quaranta musiciste femminili della scena italiana. Durante lo stesso mese il brano Vamos a bailar (Esta vida nueva) viene definito Tormentone estivo degli ultimi 20 anni dal settimanale TV Sorrisi e Canzoni.
Il 9 settembre 2009 è pubblicato l'EP Emozioni, disponibile solo per il mercato digitale e contenente il brano in versione ufficiale, alcuni remix e un tributo a Michael Jackson. Il 24 settembre 2009 le due pubblicano un altro EP, contenente i remix del brano Emozioni, intitolato Can You Feel It e cantato in spanglish.
Il 9 febbraio 2010 il duo riceve il premio Giacinto Facchetti, sia per la carriera artistica, sia per l'impegno dimostrato nel sociale. Durante lo stesso anno il duo è in studio per il successivo album in cui sarà presente, tra le tracce, anche una cover italiana del brano Russian Roulette di Rihanna. Sempre nel 2010 parte un tour estivo di 25 date che debutta il 15 maggio a Crema.
Il 6 luglio dello stesso anno è pubblicato il singolo Pioggia d'estate, accompagnato da un videoclip diretto da Gaetano Morbioli; in seguito pubblicano anche la versione in lingua spagnola del singolo, dal titolo Lluvia en verano, dedicata al mercato latino e per la quale viene girato un video musicale.
Il 15 ottobre successivo esce il singolo Milleluci per il mercato digitale, che anticipa l'uscita dell'omonimo nuovo album il 9 novembre 2010, distribuito da Carosello Records.
Il 6 maggio 2011 parte il Milleluci Tour per la promozione del disco, che termina a fine estate dello stesso anno, mentre nella primavera del 2011 le cantanti lasciano la Carosello. 
Il 27 settembre successivo esce la colonna sonora del film d'animazione Rio, contenente la canzone A ritmo del cuore, scritta e cantata dalle due sorelle.
Nel 2012 il The Guardian inserisce il singolo Non puoi dire di no delle sorelle Iezzi tra le dieci migliori canzoni italiane pop degli ultimi 50 anni.

### Giunglae lo scioglimento (2013)
Dopo altri intervalli solisti, nel 2013 le sorelle partecipano come concorrenti alla sesta edizione del varietà di Rai 1 I migliori anni, condotto da Carlo Conti, per lo storico format Canzonissima. Durante la sesta puntata della trasmissione, presentano un inedito estratto dal nuovo album di prossima uscita, scritto dalle stesse cantautrici e prodotto da Nicolò Fragile dal titolo Stai dove sei. Con la cover del brano Canzone si classificano al quinto posto per Canzonissima.
Il nuovo album, prodotto dalle due sorelle insieme a Nicolò Fragile, si intitola Giungla ed è distribuito da Self fisicamente e da Pirames International in formato digitale a partire dal giugno 2013, anticipato dal singolo Divertiamoci (perché c'è feeling). In concomitanza con il lancio del nuovo album, Chiara annuncia la probabilità che questo possa essere l'ultimo disco come progetto del duo. L'album Giungla debutta al 13º posto degli album più venduti (FIMI/GfK) e al 3º posto nella classifica degli album indipendenti (PMI/GfK).
Tuttavia, come già preannunciato, l'8 luglio 2013 il duo si scioglie ufficialmente e le due sorelle intraprendono strade soliste in ambito musicale e cinematografico.

### Le riapparizioni negli anni successivi
Il 28 luglio 2015 esce, esclusivamente nelle edicole, The Story, una nuova raccolta contenente venti canzoni del duo, compresi i singoli degli ultimi tre album, non presenti nella precedente raccolta.
Nell'aprile 2019 le sorelle Iezzi si riuniscono brevemente esibendosi in forma privata al compleanno di Carlo Mengucci, direttore marketing e comunicazione della casa di moda Etro.
Il 19 gennaio 2020 Paola & Chiara vengono ospitate da Fabio Fazio nel varietà Che tempo che fa per parlare dei loro progetti individuali: è stata la prima volta che le sorelle sono riapparse insieme pubblicamente, a distanza di sette anni dallo scioglimento del duo.
Il 29 giugno 2022 le due sorelle, durante un DJ set di Paola, si riuniscono a sorpresa a Milano, cantando alcuni dei loro brani di successo. Quello che doveva rimanere un episodio isolato diviene ben presto virale, e l'eco mediatica che ne scaturisce fa da preludio al ritorno vero e proprio del duo sul palco, che avviene nel luglio seguente quando Max Pezzali, colui che ai tempi degli 883 aveva tenuto a battesimo l'esordio delle sorelle Iezzi, le invita a due date del suo tour. Nell'agosto successivo, inoltre, partecipano alla data di Fermo del tour Jova Beach Party 2 di Jovanotti.

### La reunion ePer sempre(2023-presente)
Il 15 settembre 2022 le due sorelle pubblicano un post su Instagram in studio di registrazione, accompagnato solo da data e luogo della foto, "Milano, 15/09/22", alludendo a una possibile reunion.
Il 4 dicembre successivo il duo viene annunciato tra i partecipanti al Festival di Sanremo 2023, segnando il ritorno discografico delle sorelle dopo dieci anni.
Il brano Furore, con cui il duo gareggia alla kermesse musicale, si posiziona al 17º posto della classifica finale. In concomitanza con la manifestazione viene annunciato un tour musicale, il primo a distanza di dodici anni. 
Poco dopo il successo del brano sanremese, il duo pubblica il 12 maggio un nuovo progetto discografico, Per sempre, con all'interno numerose rivisitazioni dei loro principali successi in collaborazione con artisti del panorama musicale contemporaneo; unico inedito presente nell'album è il singolo Mare caos, secondo estratto dal disco che ne anticipa la pubblicazione.
Verso l'arrivo dell'estate collaborano con i Boomdabash nel singolo Lambada, uscito il 16 giugno 2023, e successivamente lanciano una nuova versione di Vamos a bailar con la partecipazione di Tiziano Ferro, pubblicata il 12 luglio 2023. Sul finire dell'anno presentano, durante Sanremo Giovani, il nuovo singolo Solo mai, che pubblicano il 22 dicembre.
Dal 3 al 10 febbraio 2024 le due cantanti conducono poi il PrimaFestival del Festival di Sanremo insieme a Mattia Stanga e Daniele Cabras, oltre a esibirsi come ospiti nella serata dei duetti con i Ricchi e Poveri in un medley di Sarà perché ti amo e Mamma Maria. Poco prima dell'estate pubblicano il singolo Festa totale, prodotto dal disc jockey Zef.
Il 17 settembre 2024, in occasione del Suzuki Music Party, viene eseguito per la prima volta il brano Il linguaggio del corpo, in collaborazione con BigMama, disponibile come singolo dal 20 settembre 2024.
Durante lo stesso mese viene pubblicato per Rizzoli il libro Sisters. La nostra storia incredibile, che ripercorre la vita e il percorso artistico delle sorelle Iezzi.

## Formazione
- Paola Iezzi – voce, chitarra, basso (1996-2013; 2022-attuale)
- Chiara Iezzi – voce, chitarra, tromba (1996-2013; 2022-attuale)

Turnisti
- Michele Monestiroli – produzione, tastiera, sassofono, programmazione (1997-1998, 2000-2007, 2023-)
- Phil Palmer – produzione, chitarra (1997-1998, 2000-2002)
- Massimo Luca – produzione, chitarra (1998)
- Jacopo Corso – chitarra (1998-2000)
- Francisco Grant – chitarra (2002-2003)
- Aurelio De Santis – chitarra (1998-2000)
- Francesco Saverio Porciello – chitarra (2000-2002)
- Marco Guarnerio – chitarra (2000-2003)
- Hugh Burns – chitarra (2002-2003)
- Andrea Zuppini – produzione, chitarra (2002-2003, 2005)
- Paolo Costa – basso (1997-1998, 2000-2002)
- Alessandro Branca – basso, violoncello, sitar (1998-2000, 2002)
- Guy Pratt – basso (2002-2003)
- Marco Forni – tastiera (1997-1998)
- Roberto Baldi – produzione, pianoforte, programmazione (2000-2005)
- Lele Melotti – batteria, percussioni (1997-1998, 2000-2002)
- Raffaello Pavesi – batteria (1998-2000)
- Claudio Borrelli – percussioni (2002-2003)
- Daniele Moretto – tromba (2002-2003)
- Roberto Priori – chitarra (1998-2005)
- Sandro Verde – tastiera (1998-2005)
- Andrea Montalbano – chitarra (2023-)
- Terence Strambini – basso (2023-)
- Paride Surace – batteria, percussioni (2023-)

## Discografia

### Album in studio
- 1997 – Ci chiamano bambine
- 1998 – Giornata storica
- 2000 – Television
- 2002 – Festival
- 2004 – Blu
- 2007 – Win the Game
- 2010 – Milleluci
- 2013 – Giungla

### Raccolte
- 2005 – Greatest Hits
- 2015 – The Story
- 2023 – Per sempre

## Tour
- 1995 – La donna il sogno e il grande incubo Tour (con gli 883)
- 1998 – Tour invernale 1998
- 1998 – Tour estivo 1998
- 1999 – Acoustic Live Tour 1999
- 2000 – Television Tour 2000
- 2001 – 2Thousand1 Television Tour
- 2003 – Festival Tour 2003
- 2004 – Blu Tour 2004
- 2005 – Paola & Chiara Tour 2005
- 2010 – Summer Tour 2010
- 2011 – Milleluci Tour 2011
- 2023 – Per sempre Tour 2023

## Partecipazioni a manifestazioni canore

### Partecipazioni al Festival di Sanremo
- Sanremo Giovani 1996 con In viaggio (finaliste per il Festival di Sanremo 1997)
- Festival di Sanremo 1997 con Amici come prima (1º posto - sezione Nuove proposte)
- Festival di Sanremo 1998 con Per te (16º posto)
- Festival di Sanremo 2005 con A modo mio (Non finalista)
- Festival di Sanremo 2008 ospiti nella serata dei duetti con Michele Zarrillo in L'ultimo film insieme
- Festival di Sanremo 2023 con Furore (17º posto)
- Festival di Sanremo 2024
  - con Furore ospiti nella terza serata al Suzuki Stage in collegamento con l'Ariston
  - ospiti nella serata dei duetti con i Ricchi e Poveri in un medley di Sarà perché ti amo e Mamma Maria

### Partecipazioni al Festivalbar
- Festivalbar 1997 con Bella
- Festivalbar 2000 con Vamos a bailar (Esta vida nueva) (1º posto - premio radiofonico)
- Festivalbar 2001 con Fino alla fine
- Festivalbar 2002 con Festival
- Festivalbar 2004 con Blu

### Partecipazioni a Un disco per l'estate
- Un disco per l'estate 1997 con Bella
- Un disco per l'estate 2000 con Vamos a bailar (Esta vida nueva) (1º posto)

## Programmi televisivi
- So 90's (MTV, 1998) Conduttrici
- Tribe Generation (Italia 1, 1999) Inviate
- Sensualità a corte, regia di Marcello Cesena – sketch comedy, episodio 4x01 (Italia 1, 2008)
- I soliti idioti, regia di Enrico Lando – sitcom, episodio 2x04 (MTV, 2010)
- I migliori anni (Rai 1, 2013) Cantanti concorrenti del segmento Canzonissima
- PrimaFestival (Rai 1, 2024) Conduttrici

## Riconoscimenti
- 1997 – Primo posto al Festival di Sanremo con Amici come prima nella categoria Nuove proposte
- 1997 – 2º posto a Sanremo Top per l'album Ci chiamano bambine
- 1998 – Premio Sanremo Network
- 1998 – Premio Città di Recanati
- 2000 – Premio Radiofonico al Festivalbar per Vamos a bailar (Esta vida nueva)[14]
- 2000 – Vincitrici di Un disco per l'estate
- 2000 – Candidatura agli MTV Europe Music Awards nella categoria Best Italian Act
- 2000 – 2 candidature agli Italian Music Awards nelle categorie Miglior singolo italiano e Miglior gruppo italiano
- 2001 – Candidatura al Premio italiano della musica (PIM) nella categoria Miglior artista femminile
- 2001 – Candidatura al PIM nella categoria Miglior canzone
- 2001 – Premio Omnitel al PIM
- 2002 – Premio Radio Italia per il brano Festival
- 2004 – Candidatura agli Italian Music Awards nella categoria Miglior gruppo italiano
- 2008 – Premio Mela d'argento per i successi nei paesi latino-americani ai Venice Music Awards
- 2009 – Vamos a bailar (Esta vida nueva) viene eletto Tormentone estivo degli ultimi 20 anni
- 2010 – Premio Giacinto Facchetti
- 2011 – NPS Award per la lotta contro l'AIDS
- 2012 – Premio Radio Stop Festival
- 2024 – Premio Camomilla Music Award
- 2024 – Premio Lunezia per il valore musical-letterario del brano Furore

## Opere
- Paola Iezzi e Chiara Iezzi, Sisters. La nostra storia incredibile, Rizzoli, 2024, ISBN 978-8817188340.